# Smith & Wesson Centennial

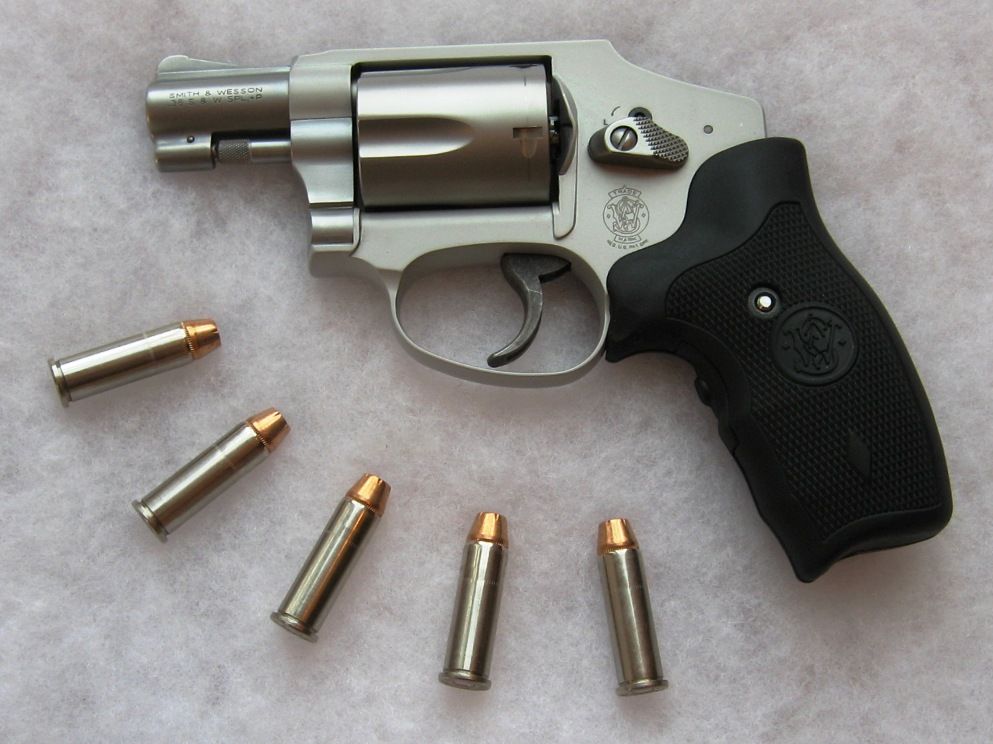
Um Smith & Wesson 642 com empunhadura da Crimson Trace

Smith & Wesson Centennial, é a designação de uma família de revólveres da  Smith & Wesson no estilo "J-frame" com cão embutido, exclusivamente de ação dupla. 
Dependendo do calibre, o cilindro suporta as seguintes quantidades de cartuchos: 5 (9mm, .38 spl, .357 Magnum),
6 (.32 magnum), 7 (.22 magnum), ou 8 (.22 LR). 
Os modelos "Centennial", foram feitos em várias versões, como: a PD "Personal Defense", a LS "Lady Smith", e a M&P "Military & Police".

## Modelos

### Model 40
O modelo Centennial original, foi lançado com esse nome em 1952, em comemoração ao centésimo aniversário da Smith & Wesson. Foi renomeado para Model 40 em 1957.
Um modelo de cano curto (1 7/8 de polegadas) e 595,34 gramas de peso.
Ele foi reintroduzido em 2007.

### Model 42
O Model 42 tinha o mesmo desenho do Model 40 e foi seu contemporâneo, mas com o corpo em alumínio. Foi descontinuado em 1974.

### Model 640
O Model 640 vem sendo comercializado desde 1990 no calibre .38 Special. Foram apresentadas versões com cano mais longo: uma de 2-1/8 de polegada e outra de 3 polegadas, que saiu de produção em 1993.
Em 1996, a S&W lançou uma versão no calibre .357 Magnum, com o corpo reforçado na parte da frente do cilindro.

### Model 442 e 642
O Model 442 (corpo em alumínio e cilindro em aço carbono azulado ou em aço escovado) e o Model 642 (corpo em alumínio e cilindro em aço inoxidável), estiveram no mercado entre 1993 e 1996.

### Model 940
O Model 940 foi comercializado desde 1991 no calibre 9mm Parabellum. Entre 1991 e 1992, uma versão com  cano de 3 polegadas esteve disponível, e ele saiu de linha em 1998.

### Model 340 e 342
O Model 340 foi lançado em 2001, no calibre .357 Magnum, com corpo composto por uma liga de Escândio e cilindro composto por uma liga de titânio, pesando apenas 309 gramas.
O Model 342 foi contemporâneo e com as mesmas características, exceto o calibre, que era .38 Special +P, devido a restrições de algumas forças policiais.
Devido às características da ligas utilizadas, não se deve usar nesses modelos, munição com projéteis de menos de 7,8 g (120 grains), sob o risco de corrosão-erosão do corpo da arma, devido à pólvora que continua queimando após a expulsão do projétil mais leve.
Além disso, o maior recuo, pode impulsionar os estojos ainda não disparados para trás, com força suficiente para desassentar os projéteis remanescentes de seus estojos, podendo causar um travamento do cilindro.
E finalmente, a precisão desses modelos superleves é comprometida, devido ao cano ser uma "manga de aço", em vez de uma peça sólida.